# Charles Racquet
Charles Racquet (Parijs, circa 1598; Parijs - 1 januari 1664) was een Franse componist en organist.  Racquet gold als een uitstekende organist en componist. Hij schiep waarschijnlijk een groot aantal werken voor het orgel, waarvan twaalf psalmverzen en een fantasie zijn behouden. Er zijn aanwijzingen dat sommige stukjes Nederlandse carillonmuziek uit het begin van de 17e eeuw teruggaan op de composities van Racquet, al is dat niet zeker.

## Levensloop
Racquet kwam uit een familie van meerdere organisten. Zijn opleiding kreeg hij bij zijn vader Balthasar Racquet (circa 1575 - 1630). Hij werkte gedurende zijn leven in zijn geboortestad Parijs en was daar van 1618 tot 1656 organist aan de Notre Dame van Parijs. In het midden van de jaren ’40 van de 17e eeuw werd zijn zoon Jean Racquet zijn assistent. Charles Racquet was ook organist van koninginmoeder Anna van Oostenrijk.

## RacquetsFantaisie

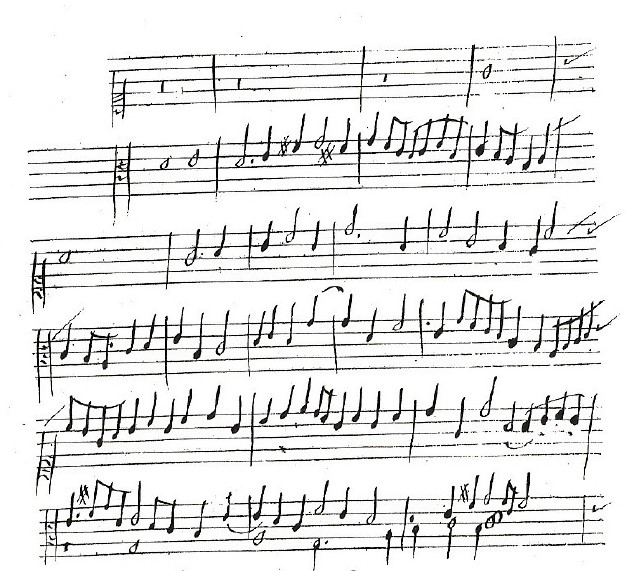
De eerste noten van Racquets Fantaisie

Racquets Fantaisie is  een van de bekendste stukken van de Franse orgelschool en een uniek stuk in het hele Franse toetsenbordrepertoire. Het is geïnspireerd op Nederlandse muziek, in het bijzonder de muziek van Jan Pieterszoon Sweelinck, waarin een thema wordt ontwikkeld, meestal imiterend.
Racquets fantasie werd waarschijnlijk geschreven op verzoek van zijn vriend Marin Mersenne om "te laten zien wat met een orgel gedaan kan worden". Mersenne schreef Traité de l'harmonie universelle (1636), een tekst waarin werd onderzocht wat de mogelijkheden van een orgel waren.
De structuur van de fantasie is als volgt: 
- Onderdeel 1: traditionele imiterende contrapunt met verscheidene tegenonderwerpen
- Onderdeel 2: imiterende contrapunt op een gedecoreerde versie van het onderwerp, met snellere contrapunten
- Onderdeel 3: onderwerp in vergroting[2], eens in iedere stem
- Onderdeel 4: een bicinium duplici contrapuncto, een tweestemmig onderdeel waarin het onderwerp in zijn originele vorm gecombineerd wordt met zestiendenootfiguren in de andere stem
- Onderdeel 5: een toccata van snel bewegende stem(men) boven een orgelpunt (een lang aangehouden of steeds herhaalde meestal lage toon)